# Ouaddaï
Ouaddaï is een van de 18 regio’s van Tsjaad. De hoofdstad is Abéché.

## Geografie
Ouaddaï ligt in het oosten van het land en heeft een oppervlakte van 76.240 km². De regio grenst in het oosten met Darfoer (Soedan) en in het zuiden met de Centraal-Afrikaanse Republiek. Ouaddaï ligt voornamelijk in de Sahel. 
De regio is onderverdeeld in vier departementen: Assoungha, Djourf Al Ahmar, Ouara en Sila. 

## Bevolking
Er leven ruim 772.000 mensen (in 2007) in de regio.
De voornaamste etnische volkeren zijn de Maba, de Tsjadische Arabieren en de Zaghawa. Sinds het Conflict in Darfoer zijn er honderdduizenden Zaghawa, Foer en Massaleit uit Darfoer naar deze regio gevlucht.